# Hasselbach / Schwarzenbrink / Heidemoor am Kupferberg
Das Naturschutzgebiet  Hasselbach / Schwarzenbrink / Heidemoor am Kupferberg  liegt auf dem Gebiet der Stadt Detmold im Kreis Lippe in Nordrhein-Westfalen.

## Lage
Das aus zwei Teilflächen bestehende Gebiet erstreckt sich westlich der Kernstadt Detmolds, zwischen den Ortsteilen Heidenoldendorf im Osten und Pivitsheide V. H. im Westen sowie zu beiden Seiten der Kreisstraße 13. Am nordwestlichen Rand des Gebietes verläuft die Landesstraße 758 und westlich die Landesstraße 944.
Durch das Gebiet hindurch fließen der Hasselbach und der Katzenbach, beide Zuflüsse der Werre, die nördlich fließt. Nördlich liegt auch der rund neun Hektar große Meschesee.

## Beschreibung
Im Naturschutzgebiet sind die Lebensraumtypen „Übergangs- und Schwingrasenmoore“ und „Wälder auf Dünenstandorten und nährstoffarmen Sandböden“ sowie die Biotoptypen „Birken-Eichenmischwald“, „Kiefernwald“, „Kiefernmischwald mit einheimischen Laubbaumarten“, „Windwurffläche“, „Übergangs-, Zwischenmoor, Quellmoor“ und „Silbergrasflur“ beschrieben.

## Bedeutung
Das etwa 59,4 Hektar große Gebiet mit der Schlüssel-Nummer LIP-090 steht seit dem Jahr 2006 unter Naturschutz. Schutzziele sind
- die Erhaltung bewaldeter Binnendünen,
- die Entwicklung naturnaher Waldgesellschaften und
- Schutz, Erhalt und Wiederherstellung eines kleinen Moor-Relikts.[2]

## Fauna und Flora

### Flora
Folgende, seltene und teils vom Aussterben bedrohte Arten (Auswahl) sind im Naturschutzgebiet Hasselbach / Schwarzenbrink / Heidemoor am Kupferberg beschrieben:
- Besenheide (Calluna vulgaris)
- Draht-Schmiele  (Deschampsia flexuosa)
- Echte Glockenheide  (Erica tetralix)
- Faulbaum  (Frangula alnus)
- Fichte  (Picea abies)
- Große Brennnessel  (Urtica dioica)
- Harzer Labkraut  (Galium saxatile)
- Heidelbeere  (Vaccinium myrtillus)
- Kleiner Dornfarn  (Dryopteris carthusiana)
- Lorbeer-Kirsche  (Prunus laurocerasus)
- Moosbeere  (Vaccinium oxycoccos)
- Pfeifengras  (Molinia caerulea)
- Rosmarinheide  (Andromeda polifolia)
- Roter Fingerhut  (Digitalis purpurea)
- Sand-Birke  (Betula pendula)
- Sand-Segge  (Carex arenaria)
- Schmalblättriges Wollgras  (Eriophorum angustifolium)
- Silbergras  (Corynephorus canescens)
- Spätblühende Traubenkirsche  (Prunus serotina)
- Stechpalme  (Ilex aquifolium)
- Vogelbeere  (Sorbus aucuparia)
- Wald-Kiefer  (Pinus sylvestris)